# Tybalmia breuningi
Tybalmia breuningi là một loài bọ cánh cứng trong họ Cerambycidae.